# Invasion (film, 2019)
Pour les articles homonymes, voir Invasion.
Série
Attraction
(2017)
Pour plus de détails, voir Fiche technique et Distribution.
Invasion  (Вторжение, Vtorjeniye) est un film de science-fiction russe réalisé par Fiodor Bondartchouk, sorti en 2019. Il s'agit de la suite d'Attraction (Притяжение, 2017) du même réalisateur.

## Synopsis
Trois ans ont passé depuis qu'un vaisseau spatial extraterrestre s'est écrasé à Chertanovo. Après avoir eu, seule, un contact direct avec un extraterrestre, Julia Lebedeva (Irina Starchenbaum), une fille ordinaire, fait l'objet d'études dans les laboratoires secrets du ministère de la Défense. Au cours de ces recherches, les scientifiques et les militaires décortiquent ses sentiments, ses émotions et ses souvenirs afin de se préparer à une attaque future. Mais les super-pouvoirs de Julia s'accroissent, et il s'avère que les humains ne sont pas les seuls intéressés par sa nouvelle force, qui est une menace à l'échelle cosmique. La planète est littéralement sous la menace d'une invasion.

## Fiche technique
Sauf indication contraire, les informations mentionnées dans cette section peuvent être confirmées par la base de données cinématographiques IMDb,  présente dans la section « Liens externes ».
- Titre original : Вторжение
- Titre français : Invasion
- Réalisation : Fiodor Bondartchouk
- Scénario : Oleg Malovitchko et Andreï Zolotariov
- Musique : Igor Vdovine
- Direction artistique : Andreï Ponkratov
- Costumes : Tatiana Dolmatovskaïa
- Photographie : Vladislav Opeliants
- Production : Alexandre Andriouchtchenko, Fiodor Bondartchouk, Viatcheslav Mourougov, Dimitri Roudovski, Mikhail Vroubel et Anton Zlatopolski
- Production déléguée : Michael Kitaev
- Production associée : Alina Tyazhlova
- Sociétés de production : Art Pictures Studio (ru) et Vodorod
- Société de distribution : WDSSPR (Russie)
- Budget : 944 millions de roubles[1]
- Pays de production :  Russie
- Langue originale : russe
- Genre : action, drame, science-fiction
- Format : couleur - 2,35:1
- Durée : 134 minutes
- Dates de sortie :
  - Russie : 23 décembre 2019 (avant-première mondiale à Moscou)[2],[3] ; 1er janvier 2020 (sortie nationale)
  - France : 21 octobre 2020 (DVD)

## Distribution
- Irina Starchenbaum : Julia Lebedeva
- Rinal Moukhametov : Haekon/Hariton
- Alexandre Petrov : Artiom
- Iouri Borissov : le capitaine Ivan (Vania)
- Sergueï Garmach : le premier ministre
- Oleg Menchikov : le général Valentin Lebedev
- Evgueni Mikheïev : Google
- Konstantin Bogomolov : le professeur
- Andreï Nazimov : le directeur du département informatique
- Daniel Kolzenov : un technicien
- Catherine Stepanova : une cliente
- Igor Kosterine : le major (ou commandant) au VSK-94
- Sergueï Troiev : un technicien de la télévision
- Stanislav Kissilievski : le conducteur de la Volvo

## Production

### Genèse et développement
L'idée de ce film est née quelques mois après la sortie du film Attraction. Le processus préparatoire a duré un an et demi. Pas moins de 70 scénarios différents ont été écrits par les créateurs. La scène finale a dû être réécrite au moins dix fois.
Le film est financé et soutenu par l'État russe. Le Ministère de la Défense russe a mis à disposition de l'équipe du film tous ses derniers équipements et armes, y compris des prototypes, comme un véhicule autonome, qui est pour le tournage de la scène dans le laboratoire, et qui sera bientôt introduit dans les grandes installations de production du ministère, pour transporter les employés.
L'artiste Maxime Revine suggère la création du vaisseau extraterrestre de combat « Râ ». La berline Aurus Senat, une voiture spécialement créée dans le cadre du projet « Cortege » pour la présidence de la fédération de Russie, est mise en valeur dans le film.

### Tournage
Le tournage commence le 24 juillet 2018,, au plus grand secret,. Il a lieu à Moscou, Kaliningrad — pour tourner les scènes finlandaises au début du film, dont l'une des premières scènes est filmée pendant une véritable tempête et Kamtchatka, ainsi qu'à Budapest (Hongrie) pour les studios Origo — où ont été tournées certaines scènes d'inondations complexes avec près de 450 personnes,.
À Moscou, un quartier entier a dû être bouclé de nuit pour tourner la scène de la poursuite, avec un total de huit caméras et un hélicoptère, dans la ruelle Orlikov (ru) et les rues adjacentes. Une partie de la poursuite est filmée sur une section inachevée du quatrième périphérique de Moscou, qui a été spécialement remplie de voitures.
Pour tourner les scènes sous-marines, Irina Starchenbaum s'est entraînée à la plongée avant le tournage, pendant deux mois. Son record est de 15 heures de prises de vue en piscine.

### Postproduction
Les équipes du studio d'effets spéciaux russe Main Road Post (en), responsable des graphismes du film, ont recréé Moscou dans ses moindres détails par ordinateur, pour réaliser, de manière réaliste, entre autres, la scène apocalyptique grandiose de submersion à grande échelle. « Un véritable défi », selon Arman Yakhine, directeur du studio.
Les graphistes sont également fiers de la scène de combat d'Artiom contre le Ka-52.
Pour Fiodor Bondartchouk, le son est aussi l'une des composantes les plus importantes de cette superproduction (au format Dolby Atmos). Il a fait appel à l'australien Dave Whitehead, monteur son et créateur des paysages sonores de blockbusters tels que King Kong, District 9, Elysium, la trilogie du Hobbit, Chappie, Blade Runner 2049, Mortal Engines, et Attraction, pour travailler sur le film Invasion.

### Musique
La musique du film est composée par Igor Vdovine.
Dans le film, deux titres musicaux apparaissent : Выше домов de Sirotkine et I love you de Billie Eilish.

## Accueil
Invasion est le troisième film de Fiodor Bondartchouk à sortir en format IMAX après Stalingrad et Attraction.

### Promotion
Le film est sorti en grande pompe au nouvel an, et a été projeté dans les cinémas russes (ou du moins moscovites) juste après la retransmission en direct des vœux du président Vladimir Poutine à la nation russe et l'hymne national russe via la chaîne de télévision Rossiya 1.
Les ventes sont 60 % plus élevées que celles d’Attraction : les droits d’Invasion ont été acquis par quelques pays européens : l'Allemagne et les pays baltes, ainsi que par le Japon, l'Amérique latine, et les pays de l'Asie du Sud-Est, a déclaré le réalisateur à l'agence TASS,.

### Accueil critique
Invasion est noté 5.5⁄10 sur le site Internet Movie Database, avec 1 457 notes. 6,6/10 par Ivi, 7,3/10 par Film Pro (avec 526 notes), Kino-Zeit le note 3,8/5 (avec 129 notes), KinoPoisk : 5,7/10 (avec 36 089 notes), FilmStarts : 3,3/5, Cinemaxx : 8,4/10.
Le site « Kritikanstvo.ru », liste 24 critiques de médias, dont seulement deux (2) négatives, et le film y obtient la note globale de 6,3/10.
La dimension sentimentale et patriotique du film, son humour et son sens profond, sont tournés en ridicule par deux (2) sites Internet : film.ru (qui le note tout de même 5,9/10) et kanobu.ru, qui trouvent Invasion pompeux : « l'héroïne est absolument inintéressante, [...] l'extraterrestre est agaçant, [...] il y a trop de pathos dans leur histoire d'amour, [...] c'est un film tout simplement ennuyeux, mauvais, stupide et fatigant, et somme toute, pas particulièrement spectaculaire » (sic),.

### Box-office
Invasion a coûté 10 millions de dollars, et il en a amassé 16 à l'international (16 108 069 $), dont 82 millions de roubles le premier jour.
Pour rappel, le total des recettes du box-office du premier film, Attraction, a totalisé 44 millions de roubles durant son premier jour et dépassé le milliard de roubles (16 millions de $) dans les pays de la CEI. Ainsi, en 2017, plus de 4 millions de spectateurs l'ont vu au cinéma, et ce film a été également l'un des plus vus en VOD.

#### CEI
Dans la communauté des États indépendants, Invasion, c'est 3 583 993 spectateurs, 993 677 440 roubles de recettes totales (16 050 354 $), 1 806 copies, pour 140 987 séances, et le film se classe, à ce jour, quatrième au box-office russe global de 2020, dépassant ainsi là-bas Star Wars, épisode IX : L'Ascension de Skywalker, Sonic, Birds of Prey ou Bad Boys for Life (entre autres).

## Autour du film
Il n'est pas nécessaire de regarder Attraction avant Invasion car celui-ci n'est pas une suite, mais plutôt une antithèse de celui-là, et, selon le réalisateur lui-même, il s'agit d'une « nouvelle histoire ». Toutefois, un récapitulatif de l'opus précédent est présenté au prologue du film, sous le format d'un diaporama en 3D réalisé par le studio russe dobro ccs, à la manière du clip House of Cards de Radiohead,.
À l'heure du « RuNet » et de la nécessité d'un Internet souverain, ce film résonne. Car c'est un film sur la principale guerre du XXIe siècle : la guerre de l'information. Il n'est pas exclu que Fiodor Bondartchouk soutienne la loi sur le contrôle d’Internet, qui est entrée en vigueur en Russie le 1er novembre 2019.
La ville de Moscou est présentée dans le film sous tous ses angles, dans toute sa gloire et sa splendeur. Le fameux Kremlin est là ainsi que l'Université d'État Lomonossov, l'une des plus prestigieuses universités de la capitale.
Pour rappel, le premier film de ce qu'on pourrait appeler « la franchise fantastique de Bondartchouk », Attraction, a rencontré ses spectateurs avec cette phrase (dans la bouche de la mère de l'héroïne) : « Les étoiles sont les yeux d'un ange ». Ici, Invasion commence par une citation de Stephen Hawking, un homme qui fait clairement autorité en matière d'espace: « Cet Univers ne serait pas grand-chose s’il n’abritait pas les gens qu’on aime » (propos rapportés par ses enfants lors de son décès).
Le générique de fin dure treize minutes, sur le morceau I love you de Billie Eilish.